# Lill-Hundskäret
Lill-Hundskäret is een Zweeds eiland behorend tot de Lule-archipel. Het eiland ligt in de Ersnäsfjord. Het eiland heeft geen oeververbinding en heeft in een overnachtinghuisje enige bebouwing.